# Riftia pachyptila
Riftia pachyptila, conosciuto anche come verme tubo gigante, è un anellide policheta della famiglia Siboglinidae.

## Aspetti morfologici
In grado di sopportare temperature elevate e alti livelli di zolfo. Cresce fino a 2,4 metri di lunghezza.

## Distribuzione e habitat
Habitat tipicamente abissale sulle sorgenti idrotermali, nell'Oceano Pacifico e sul Galápagos rift, a partire da più di 1500 metri di profondità, associato a fumarole nere.
Associati a batteri endosimbionti e chemioautotrofi caratterizzano le strutture della fauna delle sorgenti.

## Biologia
I vermi tubo sono una parte importante della comunità attorno alle bocche idrotermali. I vermi tubo, come parassiti, assorbono i nutrienti direttamente nei loro tessuti. Questo perché i vermi non hanno né bocca né un tubo digerente, così i batteri vivono al loro interno: vi sono circa 285 miliardi di batteri per grammo di tessuto. I vermi tubo hanno branchie rossastre che contengono emoglobina. L'emoglobina combina acido solfidrico e lo trasferisce ai batteri che vivono all'interno del tubo. In cambio, i batteri nutrono il verme con composti di carbonio.